# Thimotée Robart
Thimotée Robart est un acteur et perchman français.

## Biographie
De parents comédiens, Thimotée Robart est le fils de Vanessa Larré et Jérôme Robart (connu pour son rôle principal dans la série télévisée Nicolas Le Floch). Il grandit à Paris, et fréquente très jeune les plateaux de tournage ce qui lui donne envie d'exercer un métier dans le cinéma.
Titulaire d'un BTS audiovisuel, il devient perchman pour le cinéma et la télévision (Laëtitia, Luther...).
À 17 ans, par curiosité, sans l'espoir de devenir comédien, il passe une audition. Le directeur de casting Alexandre Nazarian le repère et le rappelle trois ans plus tard pour tenir le premier rôle du premier film de Stéphane Batut, Vif-Argent aux côtés de Judith Chemla,. Le film est sélectionné au Festival de Cannes 2019 et obtient les Prix Jean-Vigo et Prix Louis-Delluc du premier film. Son rôle de fantôme vaut à l'acteur une nomination aux Lumières 2020 en tant que Meilleur espoir masculin.
Pierre-François Créancier, directeur de casting, le contacte pour le rôle de Philippe, passionné de son et de radio pour le premier film de Vincent Maël Cardona, Les Magnétiques. Le film obtient le Prix SACD de la Quinzaine des réalisateurs au Festival de Cannes 2021 et le Prix d'Ornano-Valenti au Festival du cinéma américain de Deauville 2021. Thimotée Robart reçoit le Prix Lumières du meilleur espoir masculin en 2022 et est nommé au César du meilleur espoir masculin .

## Filmographie

### Acteur
- 2004 : Promis juré de Tanoa Despland et Pauline Gygax (court métrage)
- 2019 : Vif-Argent de Stéphane Batut : Juste
- 2019 : L'Indifférence du temps de Jonas Alexander (court métrage) : Lui
- 2021 : Les Magnétiques de Vincent Maël Cardona : Philippe
- 2022 : À mon seul désir de Lucie Borleteau : Benjamin
- 2023 : Déshabille-moi de Florent Médina et Maxime Vaudano (court métrage) : Antoine
- 2023 : Nymphose de Jonas Alexander : Adam
- 2024 : Crave de Mark Middlewick (court métrage) : Sébastien

### Perchman
- 2019-2020 : Laëtitia (série télévisée)
- 2021 : Luther (série télévisée)
- 2022 : Un petit frère de Léonor Serraille
- 2023 : L'Île rouge de Robin Campillo
- 2024 : Lads de Julien Menanteau
- 2024 : La Bascule de Celia Rosich et Pauline Susini (court métrage)
- 2025 : Le Roi Soleil de Vincent Maël Cardona

## Distinctions

### Récompenses
- Lumières 2022 : Meilleur espoir masculin pour Les Magnétiques
- Festival du film de Cabourg 2022 : Swann d'or de la révélation masculine pour Les Magnétiques[11]

### Nominations
- Lumières 2020 : Meilleur espoir masculin pour Vif-Argent
- César 2022 : Meilleur espoir masculin pour Les Magnétiques